# Charles François Deponthon
Charles François Deponthon (* 26. August 1777 in Éclaron, Département Haute-Marne; † 25. August 1849 in Saint-Dizier) war ein französischer General der Genietruppe.

## Leben und Wirken
Auf Wunsch seines Vaters besuchte Deponthon die École du génie in Metz (→Festung Metz) und konnte 1796 seine Ausbildung erfolgreich abschließen. Gleich im Anschluss kam er zur Armée d’Italie und nahm u. a. an der Belagerung von Mantua (Juli/August 1796) teil.
Er konnte sich bald schon auszeichnen und nach einigen Beförderungen kämpfte Deponthon u. a. bei Castiglione (5. August 1796). Napoleon Bonaparte wurde auf ihn aufmerksam und holte ihn in seinen Stab, als er 1798 seine Invasion plante. Deponthon war am 11. Juni 1798 bei der Kapitulation Maltas dabei und begleitete Napoleon weiter nach Ägypten. Bei den Kämpfen vor Alexandria (2. Juli 1798) war ebenso dabei wie vor Kairo und der Schlacht bei den Pyramiden (21. Juli 1798).
Er unterstützte Napoleon bei seinem Staatsstreich (9. November 1799) und war bei der Kaiserkrönung Napoleons I. (2. Dezember 1804) anwesend. Nach weiteren Beförderungen berief ihn der Kaiser 1806 zu einem seiner Ordonnanzoffiziere. In dieser Funktion nahm er an der Schlacht bei Austerlitz teil.
Als Chef de bataillon kämpfte Deponthon vor Glogau, Breslau und Stralsund. Er nahm an der Belagerung von Rom (1808) teil. Später kämpfte er an der Piave (8. Mai 1809) und am Tagliamento (10. April 1809).
Nach der Schlacht bei Paris (30. März 1814) und dem Friedensvertrag von Fontainebleau (11. April 1814) war Deponthon erstmal ohne Kommando. Während Napoleons Herrschaft der Hundert Tage war Deponthon in Paris mit administrativen Aufgaben beschäftigt. Nach der Schlacht bei Waterloo (18. Juni 1815) wandte sich Deponthon dem Haus Bourbon zu und unterstützte König Ludwig XVIII.
Während der Restauration berief man Deponthon zum inspecteur du génie. Auch als sich nach der Julirevolution von 1830 die politische Lage wieder beruhigt hatte, blieb er ein Anhänger von König Louis-Philippe I. Am 24. August 1838 erreichte er mit seiner Ernennung zum lieutenant-général den Höhepunkt seiner Karriere. Er blieb bis Frühjahr 1842 im aktiven Dienst und wurde im Mai 1848 offiziell in den Ruhestand verabschiedet. Er ließ sich in Saint-Dizier nieder, wo er einen Tag vor seinem 72. Geburtstag starb.

## Ehrungen
- 1806 Ritter der Ehrenlegion
- 1838 Großoffizier der Ehrenlegion
- Sein Name findet sich am westlichen Pfeiler (31. Spalte) des Triumphbogens am Place Charles de Gaulle (Paris)